# Lysa Tchaptchet
Lysa Tchaptchet Defo, más conocida como Lysa Tchatpchet (Yaundé, 20 de diciembre de 2001) es una jugadora de balonmano española, nacida en Camerún, que juega de pívote en el Odense. Es internacional con la selección femenina de balonmano de España.

## Trayectoria

### Clubes
Lysa empezó jugando en el Beti Onak. Con 17 años salió del equipo navarro, donde había jugado desde los 6 años, rumbo al Elche de la Liga Guerreras Iberdrola donde fue clave en el siete de Joaquín Rocamora que ganó la Copa de la Reina de Balonmano de la temporada 2020–21 y decisiva en la fase final, en la que se alzó con el MVP de la competición con tan solo 19 años.
Su progresión no pasó desapercibida en los equipos europeos y una oferta millonaria de uno de los equipos más potentes del balonmano Noruego, el Vipers hizo que Lysa cambiara de aires y se mudara a localidad noruega de Kristiansand.
En su primera temporada con el Vipers Kristiansand consiguió la Liga de Campeones, la máxima competición europea, participando activamente con 14 goles en la consecución del título europeo. Repitió en 2023 junto a Nerea Pena, siendo las dos únicas jugadoras españolas bicampeonas de Europa hasta ese momento.
En febrero del 2024 se anunció su fichaje por tres temporadas con el Odense danés tras el desmembramiento del Vipers Kristiansand. En su primer año como pivote consiguió la Liga de la 2024/25.

### Selección
Su primer gran campeonato con la selección fue el Campeonato Europeo de Balonmano Femenino de 2020. Fue llamada por Carlos Viver, seleccionador de las Guerreras ,para preparar ese campeonato en una concentración donde coincidió en su posición con Kaba Gassama y Ainhoa Hernández. 

## Clubes
| Club                     | País      | Año         |
| ------------------------ | --------- | ----------- |
| Club Balonmano Beti Onak | España    | 2008 – 2019 |
| Club Balonmano Elche     | España    | 2019 - 2021 |
| Vipers Kristiansand      | Noruega   | 2021 - 2024 |
| Odense Handbold          | Dinamarca | 2024 -      |

## Palmarés

### Vipers Kristiansand
- 2 x Liga de Campeones de la EHF femenina: 2021–22, 2022-23
- 2 x Liga de Noruega de balonmano femenino: 2021-22 y 2022-23
- 2 x Copa de Noruega: 2022-23, 2023-24[12]
- 1 x Liga de Dinamarca: 2024-25[8]

### Club Balonmano Elche
- 1 x Copa de la Reina

### Individuales
- MVP de la Copa de la Reina (2021)[13]
- Mejor pivote en la final de Copa Noruega (2024)[14]

## Vida
Lysa Tchaptchet llegó a Navarra con su familia cuando eran muy pequeñas procedentes de Camerún. Se asentaron en la localidad de Villava, donde comenzaron a jugar al balonmano. Es hermana de la jugadora, que también ejerce de pivote, Lyndie Tchaptchet.